# 진영 (동진)
진영(陳咏, 생몰년 미상)은 동진의 관료로 진고의 아들이자 진맹공의 부친으로 남진을 세운 진패선의 고조부이다.

## 생애
생전 동진의 회안현령(懷安縣令)을 지냈으며 언제 죽었는지는 전해지지 않는다. 이후 현손인 진패선이 남진을 건국하자 진영은 회안부군(懷安府君)으로 추존되어 남진의 칠묘에 모셔졌다.
589년 진숙보가 수 문제에게 항복하여 남진이 멸망하자 회안부군의 묘역은 철거되었다.

## 가족
- 부친: 정원부군 진고
- 모친: 불명
- 아들: 안성부군(安成府君) 진맹공
- 손자: 효황(孝皇) 진도거